# Marutea Nord
Marutea Nord  is een atol in de eilandengroep van de Tuamotuarchipel (Frans-Polynesië). Het atol is bestuurlijk verbonden met het atol Makemo dat op  24 km afstand van dit atol ligt. In 2017 woonden er niemand permanent. Het eiland Marutea Sud is alles behalve het dichtst bijzijnde eiland. Het atol Marurea Sud ligt 940 km zuidwestelijk, het is een bewoond eiland en behoort tot de gemeente Gambier.

## Geografie
Marutea Nord ligt 26 km ten zuidoosten van het atol Makemo en 650 km ten oosten van Tahiti. Het is een gedeukte ellips, met een lengte van 43 km en een breedte van maximaal 16 km. Het landoppervlak bedraagt 2,7 km². Er is een lagune met oppervlakte van 400 km², met in het noordoosten een smalle, kunstmatige bevaarbare doorgang naar zee. Vanaf bewoonde atollen wordt aan de noordkant gevist op zeekomkommers bestemd voor de export.
Het atol ontstond rond de top van een vulkaan die 47,8 tot 50,1 miljoen jaar geleden  1845 meter van de zeebodem oprees. 

## Geschiedenis
Marutea Nord werd voor het eerst door de Britse ontdekkingsreiziger James Cook op 12 augustus 1773. Rond 1850 werd het eiland Frans territorium. 

## Ecologie
Er komen 27 zeevogelsoorten voor waaronder zes soorten van de Rode Lijst van de IUCN waaronder de hendersonstormvogel (Pterodroma atrata) en  Cooks stormvogel (P. cookii).